# Lodospad Gdańska
Lodospad Gdańska (ang. Gdansk Icefall) – lodospad na Wyspie Króla Jerzego, opada od lodowca Kopuła Warszawy na północ do fiordu Ezcurra Inlet. Nazwę nadała polska ekspedycja antarktyczna. 